# Ladies & Gentlemen: The Best of George Michael
Ladies & Gentlemen: The Best of George Michael – album George’a Michaela z 1998 roku.
Album to kompilacja 28 piosenek (29 piosenek na europejskim i australijskim wydaniu) są podzielone na dwie części, a każda płyta jest z muzyką danego tematu i nastroju. Pierwsza płyta, zatytułowana „For the Heart” (dla serca), zawiera hity ballady Michaela, podczas gdy druga płyta, „For the Feet” (dla nóg), składa się głównie z jego popularnych melodii tanecznych.
W Polsce składanka uzyskała status platynowej płyty.

## Lista utworów

### Disc 1: For the Heart
1. „Jesus to a Child” – 6:49
2. „Father Figure” (single version) – 5:41
3. „Careless Whisper” (George Michael, Andrew Ridgeley) (single version) – 5:00
4. „Don’t Let the Sun Go Down on Me” (live edit) (Elton John, Bernie Taupin) (performed by George Michael and Elton John) – 4:51
5. „You Have Been Loved” (George Michael, David Austin) – 5:28
6. „Kissing a Fool” – 4:36
7. „I Can’t Make You Love Me” (James Allen Shamblin II, Mike Reid) – 5:20
8. „Heal the Pain” (single version) – 4:46
9. „A Moment with You” – 5:43
10. „Desafinado” (Antonio Carlos Jobim, Newton Mendonça) (performed by George Michael and Astrud Gilberto) – 3:19
11. „Cowboys and Angels” – 7:14
12. „Praying for Time” – 4:41
13. „One More Try” – 5:53
14. „A Different Corner” (single version) – 4:03

### Disc 2: For the Feet

#### Europejskie i Australijskie wydanie
1. „Outside” – 5:52
2. „As” (Stevie Wonder) – 4:47 (performed by George Michael and Mary J. Blige)
3. „Fastlove” (George Michael, Jon Douglas) – 5:31
4. „Too Funky” – 3:45
5. „Freedom! ’90” – 6:28
6. „Star People ’97” – 5:39
7. „Killer” / „Papa Was a Rollin’ Stone” (Adam Tinley, Seal-Henry Samuel / Norman Whitfield, Barrett Strong) – 4:16
8. „I Want Your Sex (Part II)” – 4:38
9. „The Strangest Thing '97” – 4:41
10. „Fantasy” – 5:02
11. „Spinning the Wheel” (George Michael, Jon Douglas) (edit of the album version) – 6:09
12. „Waiting for That Day/You Can’t Always Get What You Want” (George Michael, Mick Jagger, Keith Richards) – 4:50
13. „I Knew You Were Waiting (For Me)” (Simon Climie, Dennis Morgan) (performed by George Michael and Aretha Franklin) – 3:58
14. „Faith” – 3:14
15. „Somebody to Love” (Freddie Mercury) (performed by George Michael and Queen) – 5:23

#### Amerykańskie i Kanadyjskie wydanie
1. „Outside” – 4:44
2. „Fastlove” (George Michael, Jon Douglas) – 5:31
3. „Too Funky” – 3:45
4. „Freedom! ’90” – 6:28
5. „Star People ’97” – 5:39
6. Medley: „Killer” / „Papa Was a Rollin’ Stone” (Adam Tinley, Seal-Henry Samuel / Norman Whitfield, Barrett Strong) – 4:16
7. „I Want Your Sex (Part II)” – 4:38
8. „Monkey” (George Michael) – 4:47
9. „Spinning the Wheel” (George Michael, Jon Douglas) – 6:09
10. Medley: „Waiting For That Day/You Can’t Always Get What You Want” (George Michael, Mick Jagger, Keith Richards) – 4:50
11. „I Knew You Were Waiting (for Me)” (Simon Climie, Dennis Morgan) (performed by George Michael and Aretha Franklin) – 3:58
12. „Hard Day” – 3:43
13. „Faith” – 3:14
14. „Somebody to Love” (Freddie Mercury) (performed by George Michael and Queen) – 5:23

## Notowania
| Kraj/Region    | Pozycja | Status | Sprzedaż |
| -------------- | ------- | ------ | -------- |
| Węgry Holandia | 1 33    |        |          |